# Novembre 1843

## Événements
- Abd El-Kader se réfugie au Maroc.

- 5 novembre : prenant pour prétexte l’expulsion de missionnaires catholiques en 1836, la France annexe Tahiti.

- 6 novembre, France : nomination du comte Bresson, ambassadeur à Berlin puis à Madrid. Il prend ses fonctions trois semaines plus tard.

- 10 novembre, Espagne : Isabelle II prête serment à la Constitution.

- 11 novembre :
  - Algérie : victoire française à la bataille de Sidi Yahia, au cours de laquelle le meilleur lieutenant d’Abd el-Kader, Ben Allah, est tué.
  - Sainte-Beuve publie à quelques exemplaires hors commerce Le Livre d'amour.

- 16 novembre : première de Paméla Giraud, pièce d'Honoré de Balzac qui s'avère un échec complet.

- 19 novembre : réorganisation du pouvoir ottoman sur le Liban. Les grandes puissances ont fait pression sur la Porte, qui a établi une administration directe sur le Liban, pour que soit entreprise une réforme constitutionnelle. Umar Pacha crée des assemblées de notables aux côtés de deux caïmacanats, l’un maronite au nord, l’autre druze au sud.

- 28 novembre : la France et la Grande-Bretagne s’engagent à respecter l’indépendance d’Hawaii.

- 29 novembre : à Londres, le « comte de Chambord » reçoit ses partisans au 35 Belgrave Square. Cinq députés font le déplacement.
  - Chateaubriand rejoint les fidèles du « comte de Chambord » pour une réunion à Belgravia Square.

## Naissances
- 8 novembre : Moritz Pasch (mort en 1930), mathématicien allemand.
- 19 novembre : Pierre Louis Alexandre (mort en 1905), docker français et modèle en Suède.
- 21 novembre : Gaston Tissandier (mort en 1899), scientifique et aérostier français.
- 30 novembre : Émile de Specht (mort en 1909), peintre français.